# 合津直枝
合津 直枝（ごうづ なおえ、1953年 - ）は、日本のテレビプロデューサー・映画プロデューサー・ディレクター・映画監督・脚本家。脚本家としては、野々山 花見（ののやま はなみ）という筆名を用いることもある。テレビマンユニオン所属。長野県大町市出身。

## 略歴
長野県松本深志高等学校を経て早稲田大学第一文学部心理学科を卒業後、テレビマンユニオンに参加。音楽番組、ドキュメンタリー番組などの制作を経て、テレビドラマのプロデュースに携わる。1994年放送のテレビドラマ『真昼の月 続・病院で死ぬということ』は放送文化基金賞奨励賞、ATP賞優秀賞、ギャラクシー賞奨励賞を受賞。ドラマ番組では以降も単発・連続もののプロデュースを主に行うが、2013年のNHK連続ドラマ『書店員ミチルの身の上話』では、プロデュース・演出・脚本の三役を務めた。
映画作品では、初プロデュースの『幻の光』（1995年 監督：是枝裕和）がヴェネチア国際映画祭で金のオゼッラ賞を受賞、国内外で高い評価を受け、藤本賞（第15回）、日本女性放送者懇談会賞（現・放送ウーマン賞）に選ばれる。また、初めて自身で監督と脚本を担当した江國香織原作の映画『落下する夕方』（1998年）は、ベルリン国際映画祭招待作品となり、日本インディペンデント映画祭で優秀新人監督賞（現・新藤兼人賞 銀賞）を受賞した。
ドキュメンタリー作品には、映画監督・大島渚の映画『御法度』の撮影現場に単独で密着取材した『1999・大島渚・映画と生きる』（1999年 NHK BS2）がある。同作はヴェネチア国際映画祭にて招待上映された。
このほか、周防正行のビデオ作品『大災難』（1990年）や、明石家さんま主演の『秘密の二人』（1991年）、大竹しのぶ主演の『奇跡の人』（1993年）といった舞台作品などのプロデュースも手掛けている。
2022年11月25日には母校である松本深志高校で記念講演が行われた。
2024年8月から初プロデュース映画『幻の光』を輪島復興支援のための再上映を全国展開している。
合津は再上演を主導、延べ1万人以上が足を運び、2025年4月25日に330万円を石川県輪島市に寄付した。

## 作品

### テレビドラマ
- ブルースはお好き（1989年2月6日放映、関西テレビ、プロデュース）
- 雨の脅迫者 （1990年11月16日放映、フジテレビ、プロデュース）
- 真昼の月 続・病院で死ぬということ（1994年6月27日放映、TBSテレビ、プロデュース）
  - 第21回 放送文化基金賞 奨励賞／第12回 ATP賞 優秀賞／第32回 ギャラクシー賞 奨励賞 受賞
- 碌山の恋（2007年2月3日放映、信越放送、演出・脚本・プロデュース）
  - 信越放送55周年記念ドラマ
- ツレがうつになりまして。（2009年5月29日 - 6月12日放映、NHK、演出・プロデュース）
- おまえなしでは生きていけない〜猫を愛した芸術家の物語〜 第3回 向田邦子（2011年6月29日放映、NHK BSプレミアム、プロデュース）
- フィレンツェ・ラビリンス（2011年7月31日放映、BSジャパン、脚本・プロデュース ※脚本は「野々山花見」名義）
- うたの家〜歌人・河野裕子とその家族（2012年8月26日放映、NHK BSプレミアム、脚本・プロデュース ※脚本は「野々山花見」名義）
- 書店員ミチルの身の上話（2013年1月8日 - 3月12日放映、NHK、演出・脚本・プロデュース）

### 映画
- 幻の光（1995年12月9日公開、企画・プロデュース）
  - 第52回 ヴェネチア国際映画祭 金のオゼッラ賞 受賞
  - 当時新人だった監督の是枝裕和と女優の江角マキコを起用、企画・制作・配給・宣伝・興行の全てを一手に担い、映画を成功に導いたとして、第15回 藤本賞、日本女性放送者懇談会賞（現・放送ウーマン賞）を受賞
- MISTY（1997年5月3日公開、プロデュース）
- 落下する夕方（1998年11月17日公開、監督・脚本・プロデュース）
  - 第48回 ベルリン国際映画祭 正式出品
- うつつ（2002年6月1日公開、企画・プロデュース）

### ドキュメンタリー
- ああ妻よ、泣くのは明日（1987年放映、日本テレビ、プロデュース）
- 1999・大島渚・映画と生きる（1999年放映、NHK BS2、演出・撮影・プロデュース）
  - 第56回 ヴェネチア国際映画祭にて招待上映
- 山田太一からの手紙（2024年放映、NHKEテレ、プロデュース＆演出）

### オリジナルビデオ・DVD
- 大災難（1995年、プロデュース 監督：周防正行）
- 与勇輝の世界 〜神様のかくれんぼ（2001年、演出・構成・プロデュース）

### 舞台・コンサート
- 人形の家
- 秘密の二人（1991年、プロデュース、主演：明石家さんま）
- Seven Stories（1992年、プロデュース、主演：大竹しのぶ）
- 奇跡の人（1993年、プロデュース、主演：大竹しのぶ）
  - ガンを告知されて闘病を続ける子供たちとその家族を劇場に招待する取り組みが、作品の完成度とともに社会的に評価された
- 恋人たちの短い夜（1993年、プロデュース、主演：大竹しのぶ、役所広司）
- ふたりものがたり I「乳房」（2016年5月、企画・台本・演出、出演者：内野聖陽、波瑠）
- ふたりものがたり II「檀」（2016年7月、企画・台本・演出、出演者：中井貴一、宮本信子）
- ふたり芝居「悪人」（2018年3-4月、企画・台本・演出   出演:中村蒼、美波）
- ふたり芝居「家族熱」（2018年5月 - 6月、企画・台本・演出、出演：ミムラ、溝端淳平）
- 向田邦子没後40年特別イベント「いま、風が吹いている」（2021年1月 総合プロデューサー）

### 著作
- 黒いリボンの父へ

## 受賞歴
1987年
- ああ妻よ、泣くのは明日
  - 第25回 ギャラクシー賞 奨励賞

1988年
- ブルースはお好き
  - 第26回 ギャラクシー賞 奨励賞

1990年
- 雨の脅迫者
  - 第28回 ギャラクシー賞 奨励賞

1995年
- 真昼の月 続・病院で死ぬということ
  - 第21回 放送文化基金賞 奨励賞
  - 第12回 ATP賞 優秀賞
  - 第32回 ギャラクシー賞 奨励賞
- 幻の光
  - 第52回 ヴェネチア国際映画祭 金のオゼッラ賞
  - 第15回 藤本賞
  - 日本女性放送者懇談会賞（現・放送ウーマン賞）[2]

1999年
- 第4回 信毎選賞

2000年
- 落下する夕方
  - 日本インディペンデント映画祭 優秀新人監督賞（現・新藤兼人賞 銀賞）